# Palazzo Montemartini
Palazzo Montemartini è un palazzo neoclassico del rione Sallustiano di Roma adibito ad albergo di lusso.

## Storia
L'area era occupata dal 1880 da un serbatoio dell'acquedotto dell'Acqua Marcia circondato da un giardino pubblico. Un piccolo appezzamento di terreno adiacente al serbatoio fu ceduto nel 1909 all'Azienda Tranvie Municipali (ATM) per realizzare una sottostazione elettrica.
Nel 1914 si decise di trasferire l'amministrazione di ATM in via Volturno e fu quindi costruita una palazzina quadrangolare articolata su tre piani all'incrocio con via Gaeta, quest'ultima inaugurata nel 1915. Successivamente sotto il governatorato di Roma l'azienda commissionò all'architetto Romolo Renotti il rifacimento della sede di via Volturno e Renotti optò per inglobare i precedenti edifici in un unico ampio palazzo; con l'occasione furono ristrutturati anche i resti delle mura serviane posti di fronte all'edificio.
Nel 2006 ATAC ha disposto il trasferimento della propria sede presso il Centro direzionale Argonauta di via Ostiense per poi mettere in vendita l'immobile, aggiudicato al gruppo Ragosta. Nel 2013 dopo un intervento di restauro e riqualificazione Ragosta vi ha inaugurato un albergo di lusso, entrato a far parte da giugno 2018 della collezione di Radisson Hotels.

## Trasporti
Fermate autobus urbani